# 巴达米
巴达米（Badami），是印度卡纳塔克邦Bagalkot县的一个城镇。总人口25851（2001年）。

## 人口
该地2001年总人口25851人，其中男性13310人，女性12541人；0—6岁人口3631人，其中男1880人，女1751人；识字率65.15%，其中男性为74.92%，女性为54.78%。